# 门格洛尔
门格洛尔 是印度卡纳塔克邦南部海港城市，也是南卡纳达县的县府所在地。该城市的名称来源于印度教中一个主要的神芒伽玳玮，在印度南部享有悠久的历史渊源。

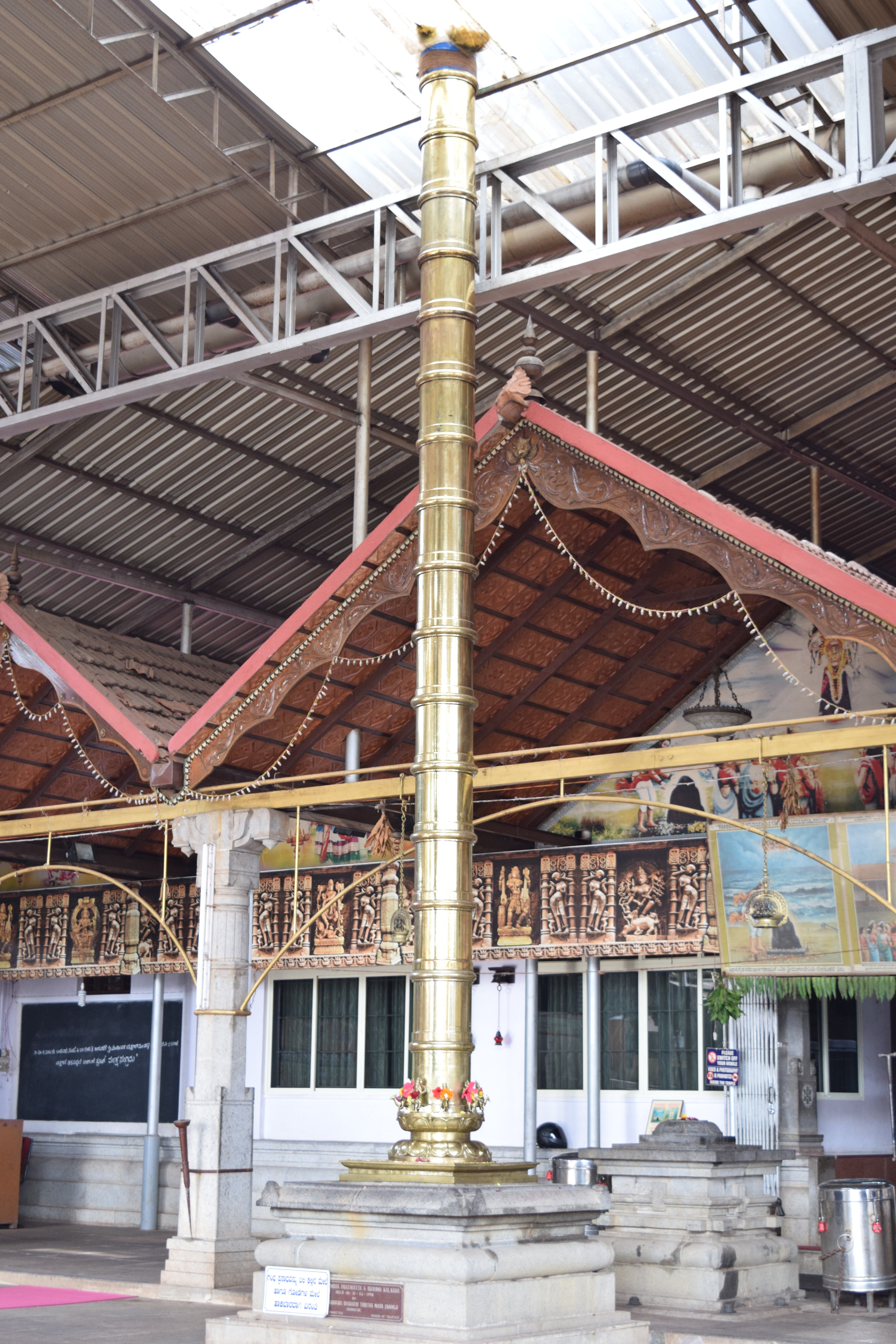
當地印度教的神Mangaladevi，門格洛爾的名称来源於此

門格洛爾以前是葡萄牙殖民地，之後受英國統治。在英國統治期間，教育、產業、商業和貿易發展興盛。在1834年德國信義宗崇真會帶來了許多棉織布和瓷磚的生產。
芒伽罗人口（官方数字）在2001年为882,856 ，面积为416.3平方公里。其所在南卡纳拉县的经济主要以农业、林业和渔业为主。近年来也发展少许轻工业如化工业和化肥制造业。

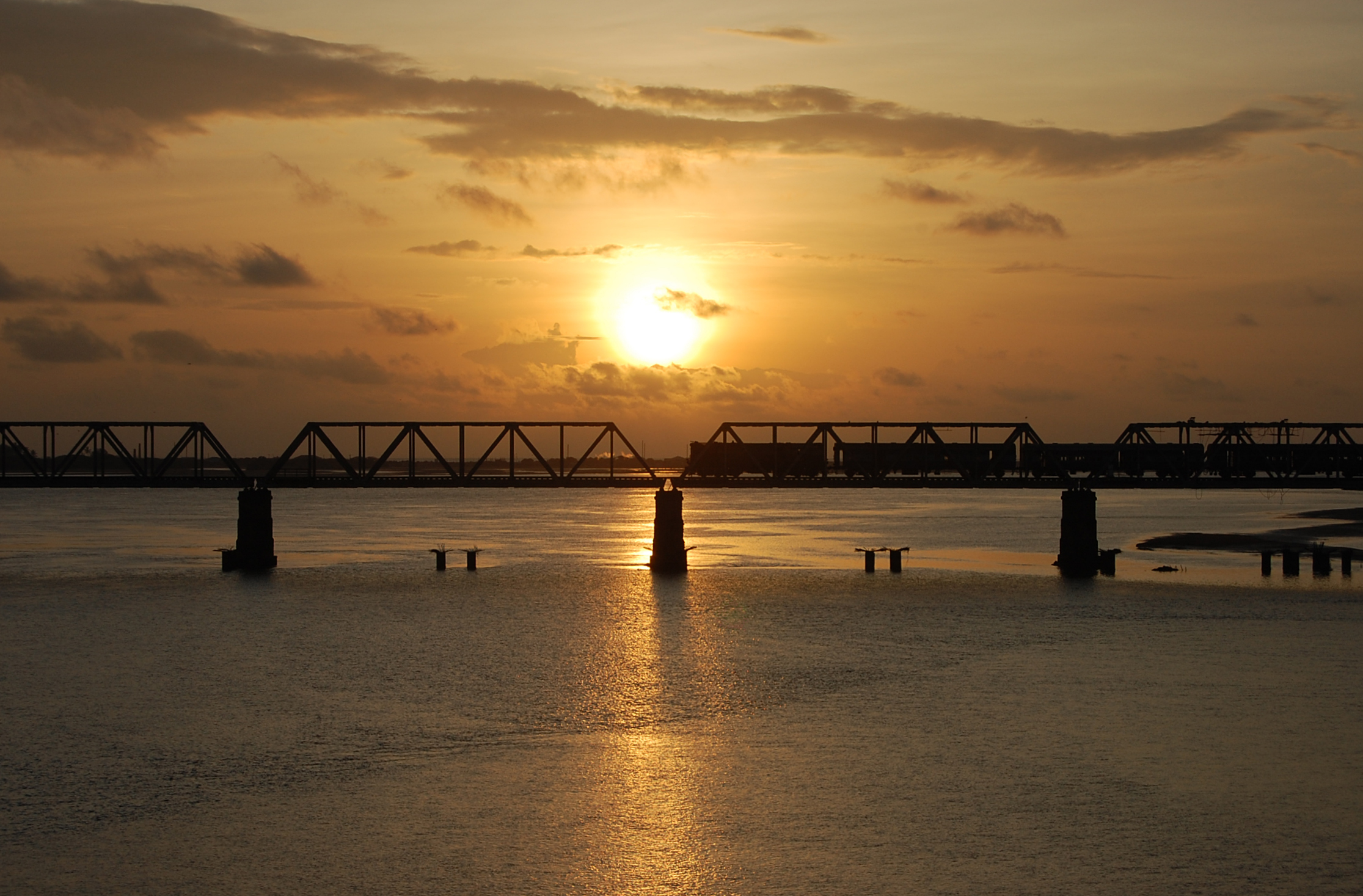
Ullal 橋的夕陽景色

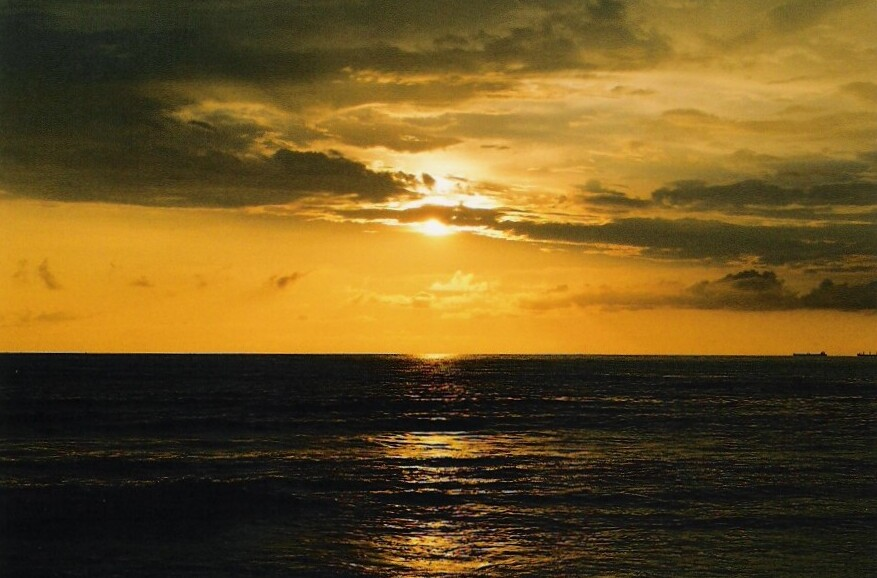
帕南浦尔海滩（Panambur Beach）

芒伽罗以美丽的海滩、印度式庙宇而著称，著名海滩有帕南浦尔海滩（Panambur Beach）。当地人民多说图卢语（Tulu）、卡納達語（Kannada）、孔卡尼語（Konkali）和比阿利语（Beary）。

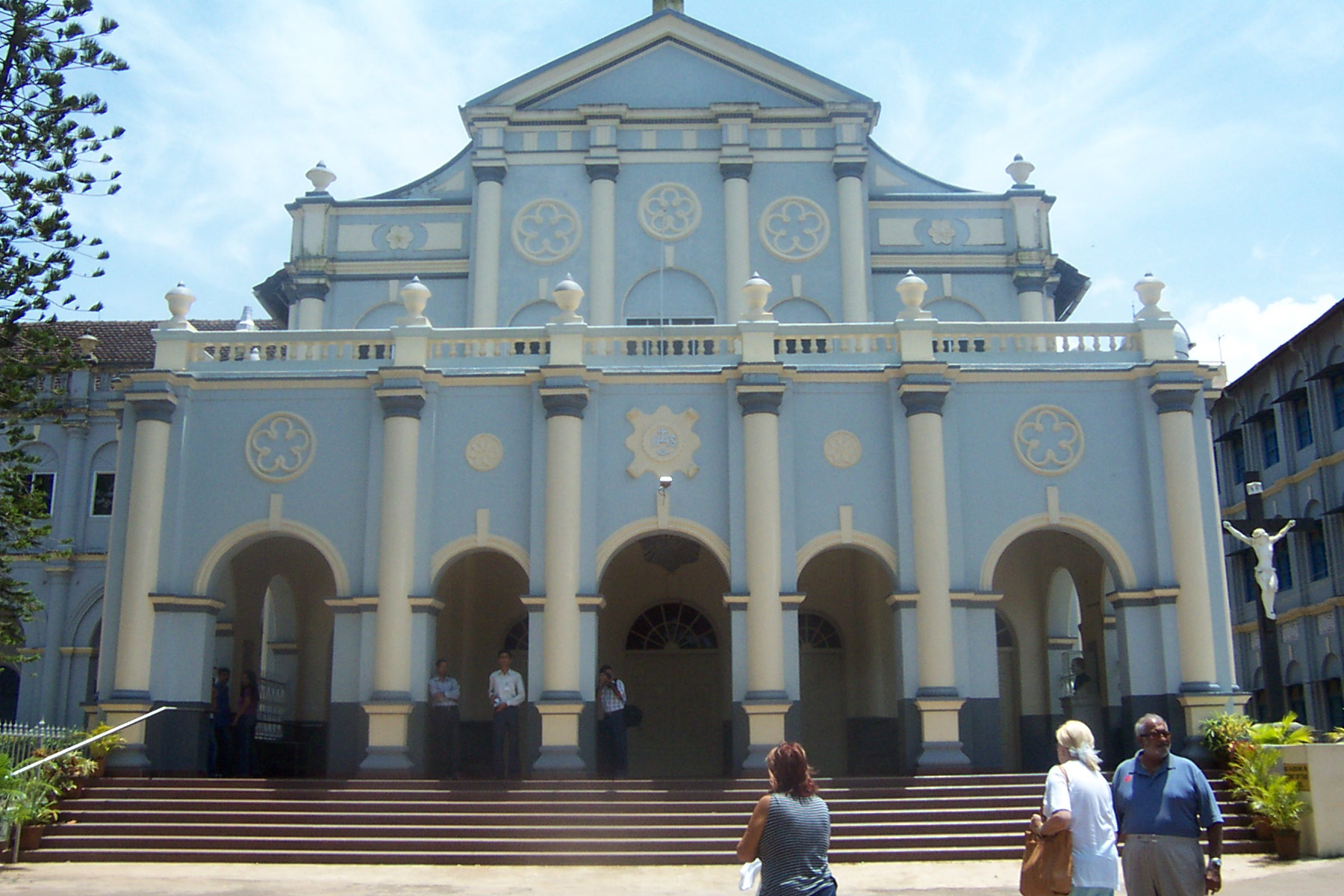
門格洛爾的St Aloysius 教堂

当地海滩上到处生长着椰子树，远处能看到起伏的丘陵。当地建筑造型独特，往往以红色瓦顶和精致的木雕装佃。

## 交通
門格洛爾國際機場